# ذخیره‌گاه زیست‌کره جنگل اطلس
ذخیره‌گاه زیست‌کره جنگل اطلس (به پرتغالی: Reserva da biosfera da Mata Atlântica) یک ذخیره‌گاه زیست‌کره در برزیل است که در ایالت سائو پائولو واقع شده‌است.